# BLOOM
Pour les articles homonymes, voir Bloom.
BLOOM est une association loi de 1901 à but non lucratif fondée en 2004 par Claire Nouvian. Elle œuvre pour la conservation marine à travers une démarche de sensibilisation et de médiation scientifique des problématiques environnementales, la production d'études scientifiques ainsi que par la participation à des consultations publiques et à des processus institutionnels.

## Historique
L’association Bloom est créée en 2004 et officialisée le 4 avril 2005. L'objectif premier de l'association est de sensibiliser à la protection des écosystèmes marins, principalement des grands fonds océaniques et des espèces menacées. En 2006, l'association gagne en visibilité grâce au livre et à l'exposition Abysses publié et montée par la fondatrice et directrice de Bloom Claire Nouvian ; le livre est traduit en dix langues, primé quatre fois et vendu à 150 000 exemplaires. En parallèle, l'exposition compte plus d'un million de visiteurs et continue son itinérance.
En 2009, l'association ouvre un bureau à Hong Kong. Le champ d'action de l'association en Asie se centre sur les requins en remplissant une action d'éducation des enfants et du public en partenariat avec les acteurs locaux.
À partir de 2012, Bloom gagne en importance grâce à ses succès, contre la Scâpeche, nom de la flotte de navires du groupe Intermarché, qui pratique la pêche en eaux profondes à l'aide de chaluts de fonds.
Fin 2013, l'association lance une pétition visant à mettre fin au chalutage profond. En novembre 2013, la dessinatrice Pénélope Bagieu dénonce sur une planche BD le scandale de la pêche profonde, permettant ainsi à la pétition de se « viraliser » et à Bloom d'obtenir le soutien de plusieurs centaines de milliers de personnes.
Claire Nouvian est l'une des six lauréats (un par continent) du prix Goldman 2018, une des plus hautes distinctions internationales pour la défense de l'environnement, pour son combat gagné en 2016 contre le chalutage en eaux profondes dans les eaux de l'Union européenne.
En 2018, l'association compte parmi les organisations fondatrices de la Maison des lanceurs d'alerte, destinée à accompagner et améliorer la protection des lanceurs d'alerte.

## Objectifs de l'association

### Préservation des océans profonds
On peut considérer que l'océan profond est constitué par tout ce qui se trouve au-delà du plateau continental. L'Organisation des Nations unies pour l'alimentation et l'agriculture (FAO) situe les océans profonds entre 200 et 4 000 m. Cet écosystème représente à lui seul 98 % de l'espace dans lequel la vie peut se développer sur terre. Le milieu profond est très mal connu de la science et quasiment inexploré.
Les espèces des pêches profondes sont pour la plupart, caractérisées par une faible résilience et une grande vulnérabilité du fait de leur croissance très lente, de leur maturité tardive voire très tardive et de leur faible taux de fécondité. Par ailleurs, la plupart de ces espèces ont une grande longévité (souvent supérieure à 100 ans). Les pêches en eaux profondes se réalisent majoritairement avec des chaluts profonds, c'est-à-dire des filets de pêche lestés qui raclent le fond des océans jusqu'à 200 mètres de profondeur. Moins de 300 bateaux à travers le monde participent à cette pêche et celle-ci représente seulement 1 % de la pêche en Atlantique Nord-Est, tout en ayant un impact lourd sur l'écosystème marin. D'ailleurs, en 2004, 1 136 chercheurs ont signé une pétition demandant à l'Assemblée générale des Nations-Unies un moratoire sur le chalutage profond. Bloom se bat contre cette pêche et souligne que celle-ci est depuis des années condamnée par les scientifiques du monde entier en raison des risques majeurs qu'elle représente pour la ressource halieutique.
En France, la situation est particulière en ce qui concerne la pêche en eaux profondes puisque le nombre des acteurs est très restreint. La pêche de grands fonds est pratiquée par trois armements industriels : Euronor à Boulogne-sur-Mer, la Scapêche (flotte d'Intermarché) à Lorient et Dhelemmes à Concarneau. À noter que la Scapêche est la principale flotte de pêche profonde en France puisqu'elle possédait déjà en 2006 70 % des quotas français des espèces de grands fonds. Bloom estime qu'en réalité, la flotte d'Intermarché réalise jusqu'à 86 % des captures d'espèces profondes en France[réf. nécessaire].
Dans le cadre de son combat contre la pêche profonde, l'association dépose une plainte au jury pour la déontologie publicitaire contre le groupement des « mousquetaires » Intermarché. Ce recours débouche sur une interdiction de la reconduite d'une campagne publicitaire prétendant à une pêche « responsable ». Le jury pour la déontologie publicitaire a considéré que le label de pêche responsable des mousquetaires a été jugé trop proche de celui du MSC (Marine Stewardship Council),.
À la fin de l'année 2012, Bloom met en avant un conflit d'intérêts au sein des activités du chercheur François Théret. Ce dernier siège au Comité scientifique, technique et économique de la pêche (CSTEP), une structure chargée de conseiller la Commission européenne sur sa politique de gestion des ressources halieutiques tout en étant employé par la Scapêche. L'association dénonce un double jeu responsable de l'augmentation des quotas pour les espèces profondes ciblées par les navires français, notamment le Sabre noir et le Grenadier.
La lutte contre la pêche en eaux profondes, pratiquée par le groupe Intermarché reprend en 2013 lorsque Bloom assigne en référé la Scapêche de Lorient auprès du tribunal de commerce pour non publication de ses comptes. Le juge à la suite de cette assignation, ordonne la publication des comptes d'Intermarché, non diffusés pendant trois ans. Bloom a par la suite utilisé ces comptes pour pointer du doigt les déficits de la Scapêche qui reste rentable seulement grâce aux subventions. En parallèle de ces actions menées contre les flottes pratiquant la pêche profonde, Bloom milite pour une interdiction du chalutage profond auprès du Parlement européen et de la Commission européenne. Claire Nouvian, la directrice de l'association est d'ailleurs intervenue en qualité d'experte devant la commission de la pêche le 19 février 2013.

### Pêche durable
Le deuxième objectif principal de Bloom est la promotion de la pêche durable. Le concept de pêche durable désigne les modes de pêche visant à ne pas surexploiter la ressource. Selon de nombreux chercheurs, scientifiques et auteurs, la libre concurrence et les subventions ont aggravé la surpêche[source insuffisante] constat que partage Bloom.
L'association dénonce le système de pêche intensive, qui fait décroître les activités de pêche dans le monde d'un point de vue humain tandis que l'effort de pêche (la capacité à capturer des poissons) ne fait au contraire qu'augmenter. Bloom met en avant la dégradation des diverses composantes de l'écosystème et l'érosion de la biodiversité marine, la surexploitation des espèces et la diminution des stocks, notamment des espèces profondes. Cette vision alarmiste de la pêche intensive et de ses conséquences sur l'environnement est partagée par la majeure partie de la communauté scientifique.
En remplacement de la pêche intensive, Bloom souhaite une orientation vers une pêche artisanale qui est définie par l'Union Européenne comme une pêche pratiquée sur des navires de moins de 12 mètres sans art traînant et pour la France, sur des navires de moins de 24 mètres avec armateur embarqué.
Les critiques récurrentes dont l'association fait l'objet concernent ce secteur de l'emploi. L'agence de développement économique de Lorient a publié une étude qui avance le chiffre de 600 emplois détruits si les chaluts de fond sont interdits. Chiffres contestés par Claire Nouvian qui parle d'une perte totale d'emplois pour la filière pêche française qui se situerait entre 224 et 358 emplois. L'association affirme qu'une généralisation de la pêche artisanale pourrait contrer cette disparition momentanée d'emplois, voir en créer de nouveaux.
Les subventions constituent un autre terrain de lutte pour l'association qui sont un enjeu de taille étant donné qu'elles représentent 4,3 milliards d'euros entre 2007 et 2013. L'association critique l'iniquité dans la répartition de ces subventions. Bloom souligne le fait que les pêches industrielles reçoivent en moyenne 187 fois plus de subventions au gazole que les pêches artisanales, ce qui constituerait un frein à la transition vers la pêche artisanale.
L'engagement contre la pêche électrique entrepris par l’association reçoit le soutien de chefs cuisiniers, tels qu'Hélène Darroze, Anne-Sophie Pic, Yannick Alléno et Christopher Coutanceau, qui s'engagent pas l'intermédiaire d'un manifeste à ne pas utiliser de produits issus de cette pêche non durable. L'association dépose plainte contre les Pays-Bas, qui en sont adeptes pour les poissons vivant dans les fonds marins. En janvier 2018, après une forte médiatisation, le parlement européen bloque la généralisation de cette technique en Europe.

## Méthodes
Afin de remplir ses objectifs, Bloom utilise différents moyens d'action :
- L'association mène une activité de recherche indépendante qui repose sur :
  - Des enquêtes, dirigées vers la pêche profonde
  - Des travaux scientifiques ayant pour sujet la pêche profonde[28],[29], sur les labellisations[30][source insuffisante] ainsi qu'un guide de la consommation[31].
  - Des diffusions des travaux d'associations partenaires.
- Des activités de lobbying auprès des instances françaises et européennes :
  - Claire Nouvian est intervenue devant la commission de la pêche le 19 février 2013[32]
  - Interpellation des dirigeants politiques français, Jean Louis Borloo en 2010[33] puis François Hollande en 2013[34].
  - Mise en place des pétitions contre la pêche électrique et demande aux citoyens d'interpeler le président Macron et le ministre Stéphane Travert[35].
  - BLOOM est répertorié auprès de la Haute Autorité pour la transparence de la vie publique exerçant des activités de lobbying en France[36].
- Des actions de sensibilisation et d'éducation :
  - Élaboration du concours « 2 000 mètres sous les mers » qui est devenu « Poulpe Fiction » en 2012 en partenariat avec l'association « Les atomes-crochus » et « SynLab ». Le concours Poulpe Fiction a pour but la sensibilisation des scolaires à la protection des fonds marins à travers l'expression de leur créativité[37].
  - Rédaction de quatre pages pédagogiques d'un conte musical écologique « Les Symphonies Subaquatiques » en 2015 en partenariat avec France inter, édité aux éditions des Braques[38].

## Critiques
L'ingénieur François Théret siège au Comité scientifique, technique et économique de la pêche. Il quitte en 2010 l'Ifremer et travaille dès lors pour la Scapêche, soutient cette position en affirmant que les stocks de poisson se renouvellent et que la pêche en eaux profondes est suffisamment encadrée. Ses affirmations ont été critiquées en raison du conflit d'intérêts résidant dans ses liens avec la Scapêche.